# Charlotta Norberg
Maria Charlotta (eller Charlotte) Norberg, senare Törner, född 27 december 1824 i Stockholm, död där 25 februari 1892, var en svensk balettdansös. Hon räknades till en av de främsta svenska dansöserna i Kungliga Baletten under 1800-talet. 
Norberg antogs till Operans balettskola under Sophie Daguin 1833 och debuterade i solodans 1834. Hon blev premiärelev 1842 och väckte uppmärksamhet i baletten Max och Emma, en pantomim, i La Fille mal gardée, av d’Auberval, med musik av Adolf Fredrik Schwartz. 
1846–47 studerade hon under August Bournoville i Köpenhamn. Premiärdansös i Stockholm. 1847–1859. Hon gjorde flera studieresor till Köpenhamn och var en av den svenska balettens största stjärnor under 1840- och 1850-talet. Hon beskrivs som en av "den Bournonvilleska skolans förnämsta lärjungar"; hon var en av August Bournonvilles favoritdansare, och han frågade ofta efter henne under sina gästspel i Sverige. Hon undervisade även själv elever i samma stil. Bland hennes elever fanns Cecilia Flamand. Hon uppträdde sista gången den 30 november 1859 i Aug. Bournonvilles pantomim-balett ”Festen i Albano”, varefter hon pensionerade sig. 
Norberg gifte sig 1853 med Gustaf (Gösta) Fredrik Törner (1821–1898), från 1852 kamrer vid Operan.  De blev föräldrar till målaren Carl Erik Törner.